# Dick Sheridan

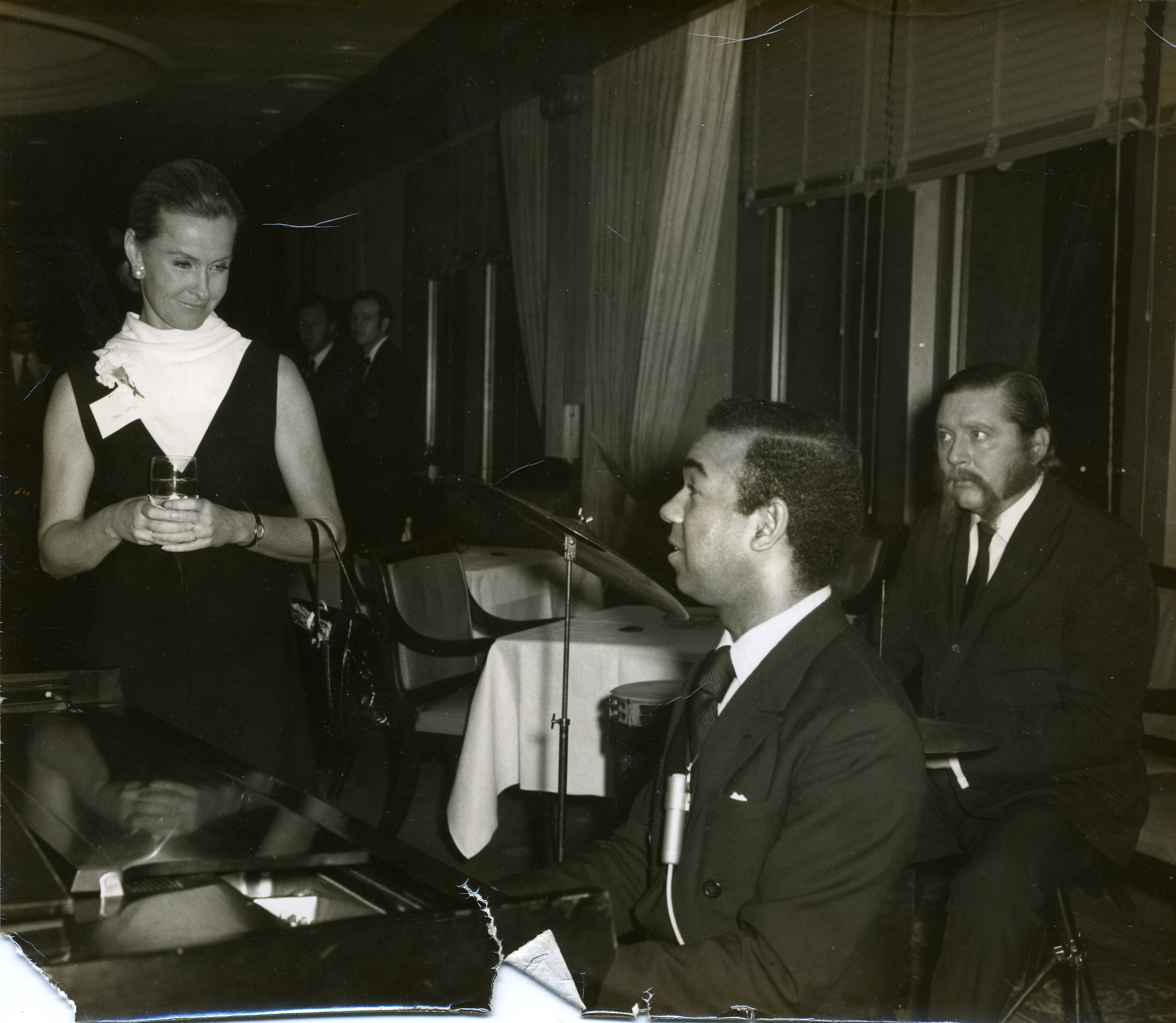
Dick Sheridan (rechts) bei einem Auftritt mit Dina Merrill und Bobby Short in New York City 1970

Richard „Dick“ Paul Sheridan (* 26. Januar 1936 in New York City; † 29. Mai 2023) war ein US-amerikanischer Jazz- und Unterhaltungsmusiker (Schlagzeug, Banjo).

## Leben und Wirken
Sheridan lernte während seiner Highschool-Zeit Schlagzeug bei Charlie Perry. Ab 1954 arbeitete er als professioneller Musiker, zunächst in den Bigbands von David Carroll, Tony Pastor, Buddy Morrow, Tommy Alexander, Billy May, Gene Williams und Les Elgart. 1958 spielte er in Las Vegas im Johnny McCormick Quintet, der Begleitband des Komikers Jerry Lester. Nach seiner Rückkehr nach New York tourte er bei Tony Pastor; 1959 arbeitete er auf den Bahamas bei Boyd Raeburn. In den folgenden Jahren spielte er in New York bzw. in Las Vegas mit  Woody Herman, Barbara Carroll, Joe Marsala, Kai Winding, Nat Pierce, Sal Salvador, Tyree Glenn, Gene Roland, Bobby Sherwood, Dick Haymes, Gene Quill, Dan Terry und Bobby Short.
In den 1960er-Jahren war er Mitglied der Hausband in verschiedenen Clubs wie The Blue Angel, Copacabana, Latin Quarter und The Persian Room im Plaza Hotel. Dabei begleitete er gastierende Stars wie Barbra Streisand, Della Reese, Jack Jones, Carol Sloane, Georgia Brown, Tom Jones und Oscar Brown Jr. Ab 1968 hatte er mit Bobby Short ein längeres Engagement im Café Carlyle im Carlyle Hotel. Zu hören ist er auf Plattenaufnahmen von Barbara Carroll (Live! Her Piano and Trio, 1967), Mabel Mercer, Bobby Short, Dan Terry (The Swinginest Dance Band: Dan Terry & His Orchestra 1952-1963, Fresh Sound Records) und Ronny Whyte. In späteren Jahren leitete er die Soda Ash Dixieland Jazz Band, in der er Banjo und Ukulele spielte.
Zuletzt veröffentlichte Sheridan die Lehrbücher  „Old-Time Radio Music Themes for Ukulele“ (2021) und „The Ukulele Goes Ragtime: A Play-Along Songbook“ (2023), beide bei Centerstream Publications.